# Пелегова
Пелегова — река в России, протекает в Подосиновском районе Кировской области. Устье реки находится в 129 км по правому берегу реки Юг. Длина реки составляет 26 км.
Исток реки находится на Северных Увалах в урочище Зимник в 8 км к северо-востоку от границы с Вологодской областью и в 8 км к югу от деревни Борок. Генеральное направление течения - северо-запад, русло сильно извилистое. Верхнее и среднее течение проходит по ненаселённому холмистому лесу, в нижнем течении протекает деревню Малая Горка, километром ниже впадает в Юг. Притоки - Новгородка, Мочельница (левые).

## Данные водного реестра
По данным государственного водного реестра России и геоинформационной системы водохозяйственного районирования территории РФ, подготовленной Федеральным агентством водных ресурсов:
- Бассейновый округ — Двинско-Печорский
- Речной бассейн — Северная Двина
- Речной подбассейн — Малая Северная Двина
- Водохозяйственный участок — Юг
- Код водного объекта — 03020100212103000011290